# Стефано Маркети
Стефано Маркети (итал. Stefano Marchetti — Тренто, 10. новембар 1986) професионални је италијански хокејаш на леду који игра на позицији одбрамбеног играча. 
Од 2011. године игра у дресу екипе Азијага у Алпској лиги. Са Азијагом је осввојио две титуле првака Италије (у сезонама 2012/13. и 2014/15), а у сезони 2016/17. проглашен је за најбољег асистента италијанске лиге.
Члан је сениорске репрезентације Италије за коју је дебитовао 2009. у квалификацијама за ЗОИ 2010. године. 
Његова млађи брат Микеле такође је професионални хокејаш.